# Гормли, Энтони
Сэр Энтони Гормли (иногда передают как Гормлей, англ. Antony Gormley; род. 30 августа 1950 года, Лондон, Великобритания) — современный британский скульптор-монументалист, автор 20-метрового Ангела Севера, 30-метрового Квантового облака (Гринвич) и других проектов.

## Биография
Энтони Гормли родился в Лондоне в 1950 году. Получил степень в области археологии, антропологии и истории искусств в Тринити-колледже, в Кембридже. Путешествовал по Индии. Вернулся в Лондон через 3 года, учился в Центральной школе искусств и дизайна Святого Мартина, Голдсмитс-колледже и Школе искусств Слайда.

## Творчество
- Гормли изучает взаимосвязь между личным и общественным в крупномасштабных инсталляциях, таких как Allotment (1997), Domain Field (2003) и Another Place (2005). Художник фокусирует свой взгляд на человеческом теле, исследуя его взаимоотношения с окружающей средой и архитектурой.
- Ангел Севера (1995/1998), одна из наиболее известных работ Гормли, является вехой в современной британской скульптуре.
- Field (1994), инсталляция из сотен или тысяч маленьких глиняных скульптур, созданных местным населением, была воплощена во многих местах мира, вовлекая местные общины на четырёх континентах.
- Власти британского графства Sefton разрешили скульптору оставить на взморье к северу от Ливерпуля ландшафтный проект Другое место (англ. Another place) — сто чугунных статуй высотой в человеческий рост и весом 650 килограммов каждая, расставленных вдоль прибрежной полосы на протяжении около трёх километров. Местные власти и несколько групп активистов из числа рыболовов, береговой охраны, виндсерферов и орнитологов долго сопротивлялись, но, в конце концов, согласились, обязав автора передвинуть 19 статуй вглубь материка, сообщила газета The Guardian. С 1997 года проект «Another Place» путешествовал по Европе: Гормли устанавливал свои работы в Бельгии, Норвегии и Германии. В 2005 году он получил разрешение расставить скульптуры вблизи Ливерпуля сроком на 16 месяцев. Далее «чугунное племя» должно было отправиться в Нью-Йорк, но Гормли попросил разрешения оставить статуи на месте, и его идею поддержали несколько художественных фондов: «Another Place» превратило пляжи Кросби в популярную достопримечательность.
- Event Horizon — 31 бронзовая мужская фигура в натуральную величину, установленная на известных зданиях в Лондоне в 2007 году. Проект был направлен на продвижение выставки Гормли в Hayward Gallery и нашёл большой отклик у публики.
- Waste man — гигантская фигура, созданная из домашнего мусора летом 2006 года. Около 30 тонн таких предметов как кровати, столы, стулья, сиденья для туалетов, пианино и тому подобное были использованы для этой скульптуры. Шесть недель ушло на создание произведения, которое было сожжено за 32 минуты.
- Гормли стал лауреатом Премии Тернера в 1994 году и приза South Bank в 1999 году.
- Произведения Гормли экспонировались на Венецианской биеннале и на 8-й Документе.
- С 6 июля по 14 октября 2009 года Гормли пригласил жителей Великобритании стать участниками его проекта One & Other. Он предложил всем желающим занять пустой четвёртый постамент на Трафальгарской площади в Лондоне (в месте, которое обычно используется для статуй королей и генералов) в образе самих себя и как представителей всего человечества. Каждый день, 24 часа, сто дней без перерыва разные люди могут сделать постамент своим. Правила просты: человек должен находиться на постаменте один в течение часа, он может делать все, что угодно, при условии, что это не нарушает закон.[5]

## Награды
- Офицер ордена Британской империи (OBE, 1997)[6].
- Орден Кавалеров Почёта (2025)[7].
- Рыцарь-бакалавр (2013)[8][9].
- Императорская премия (2013).

## Энтони Гормли в России
- В сентябре 2011 года в Государственном Эрмитаже открылась выставка Энтони Гормли. Семнадцать скульптур были выставлены в «Римском дворике» Нового Эрмитажа[10][11]. Одна скульптура поступила в коллекцию Эрмитажа.

## Галерея

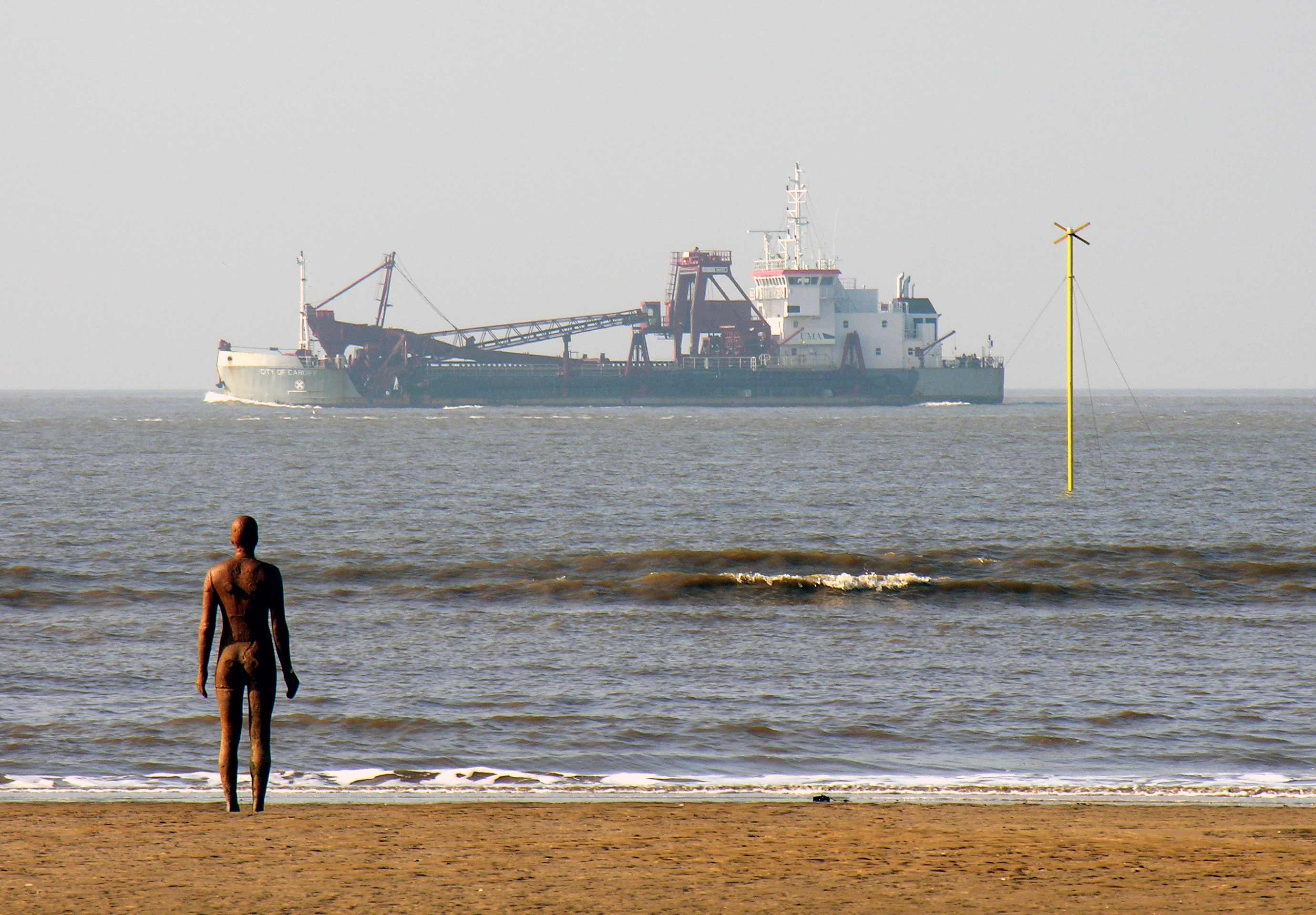
«Другое место»
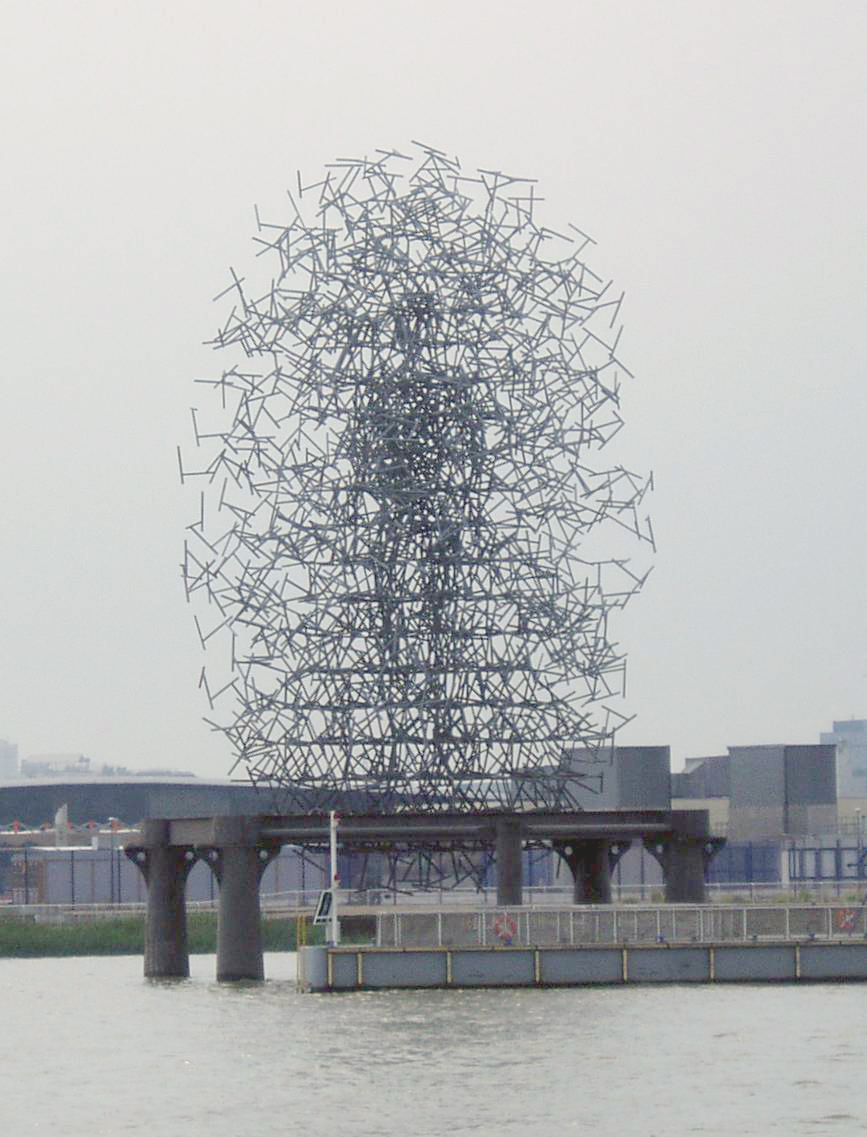
«Квантовое облако»
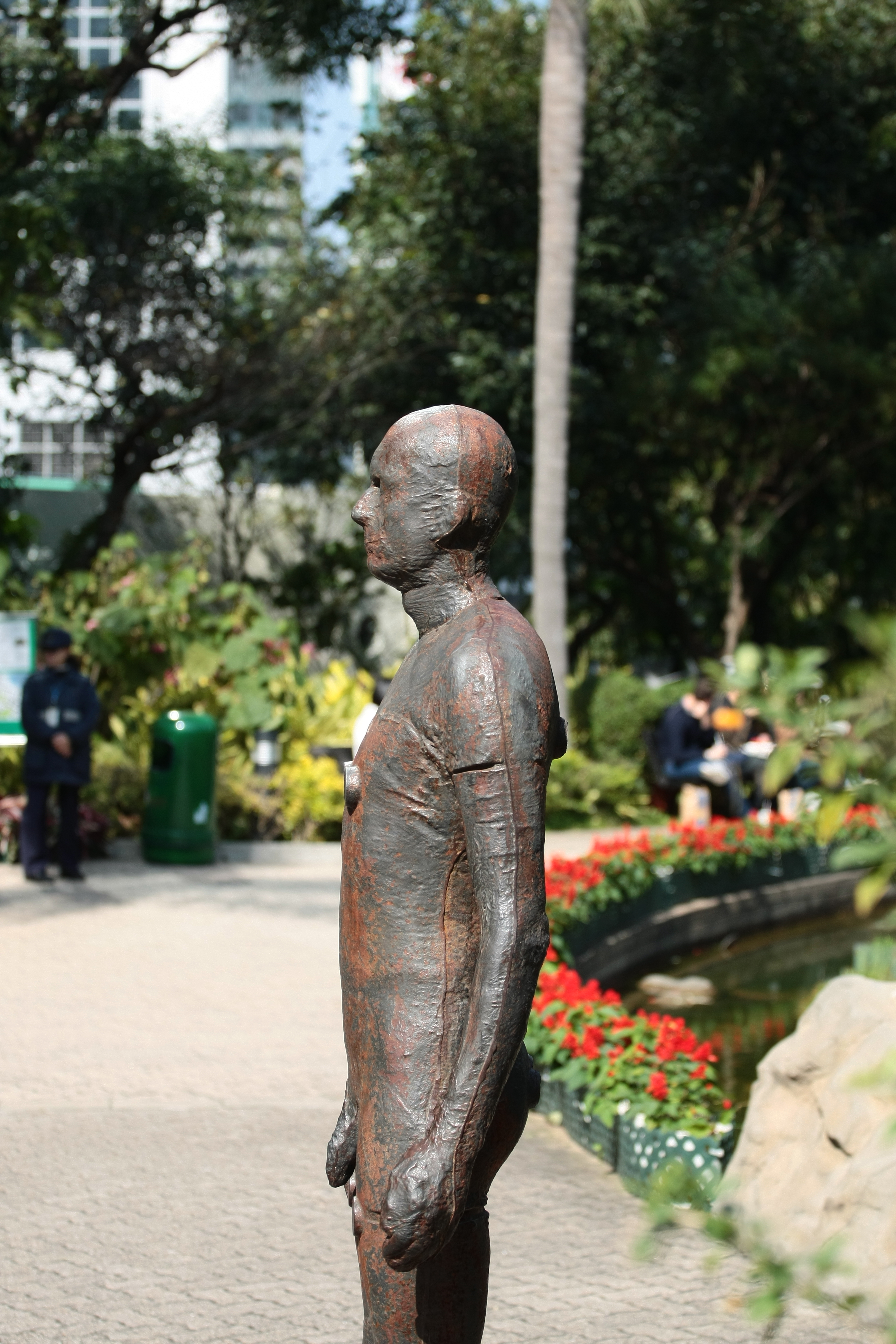
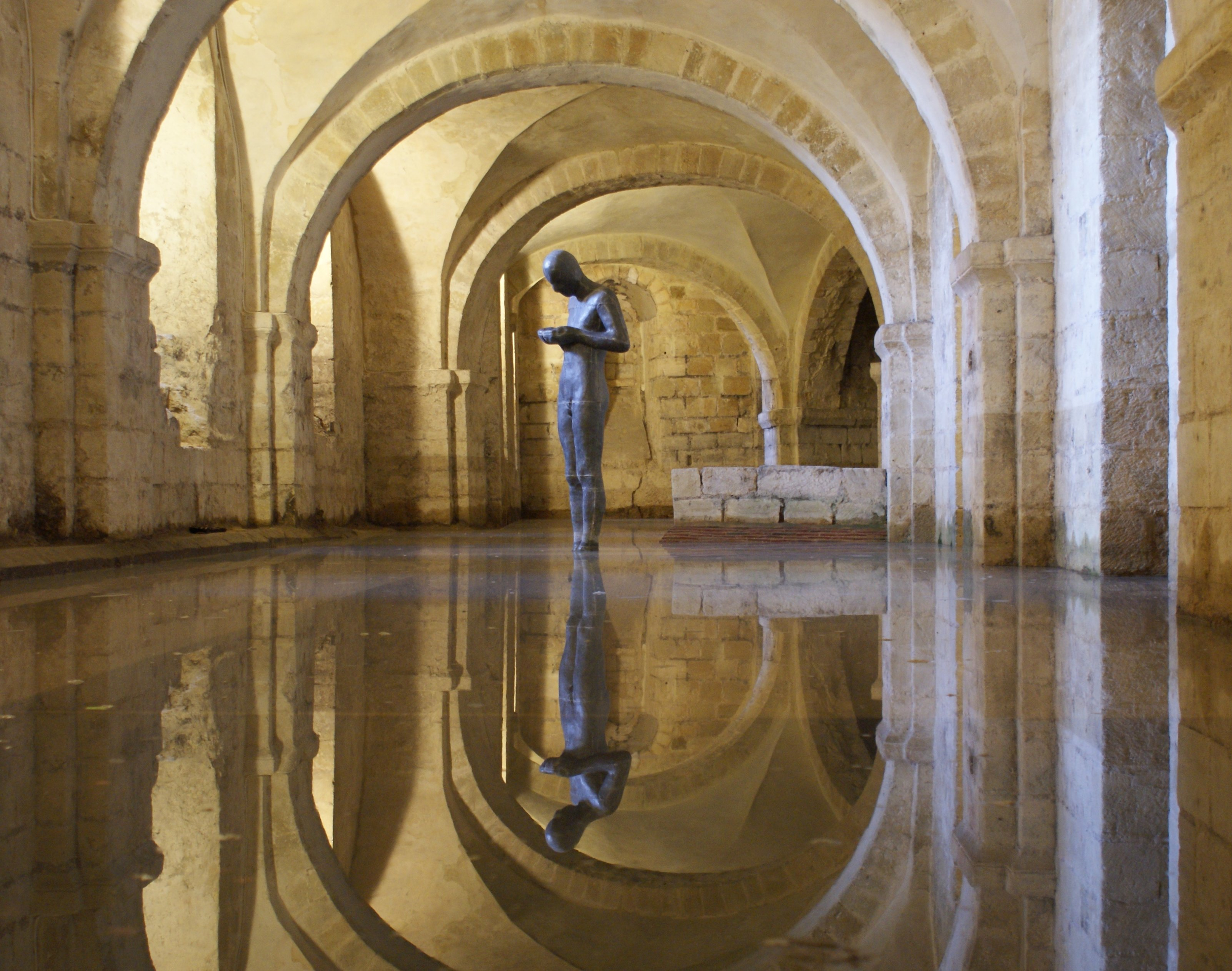
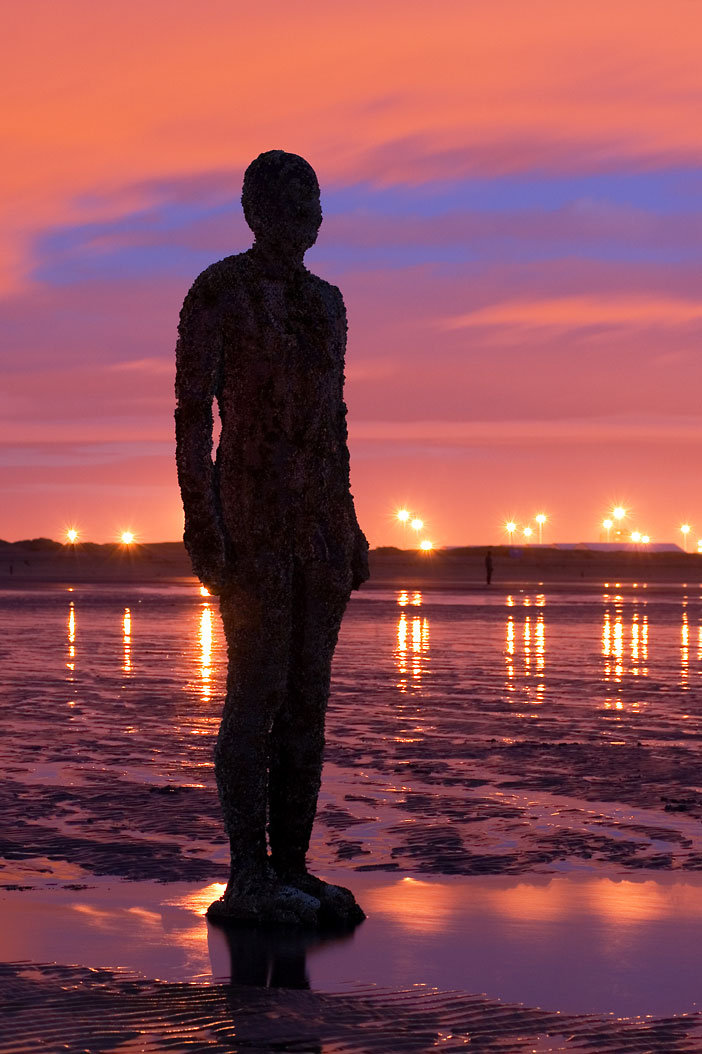
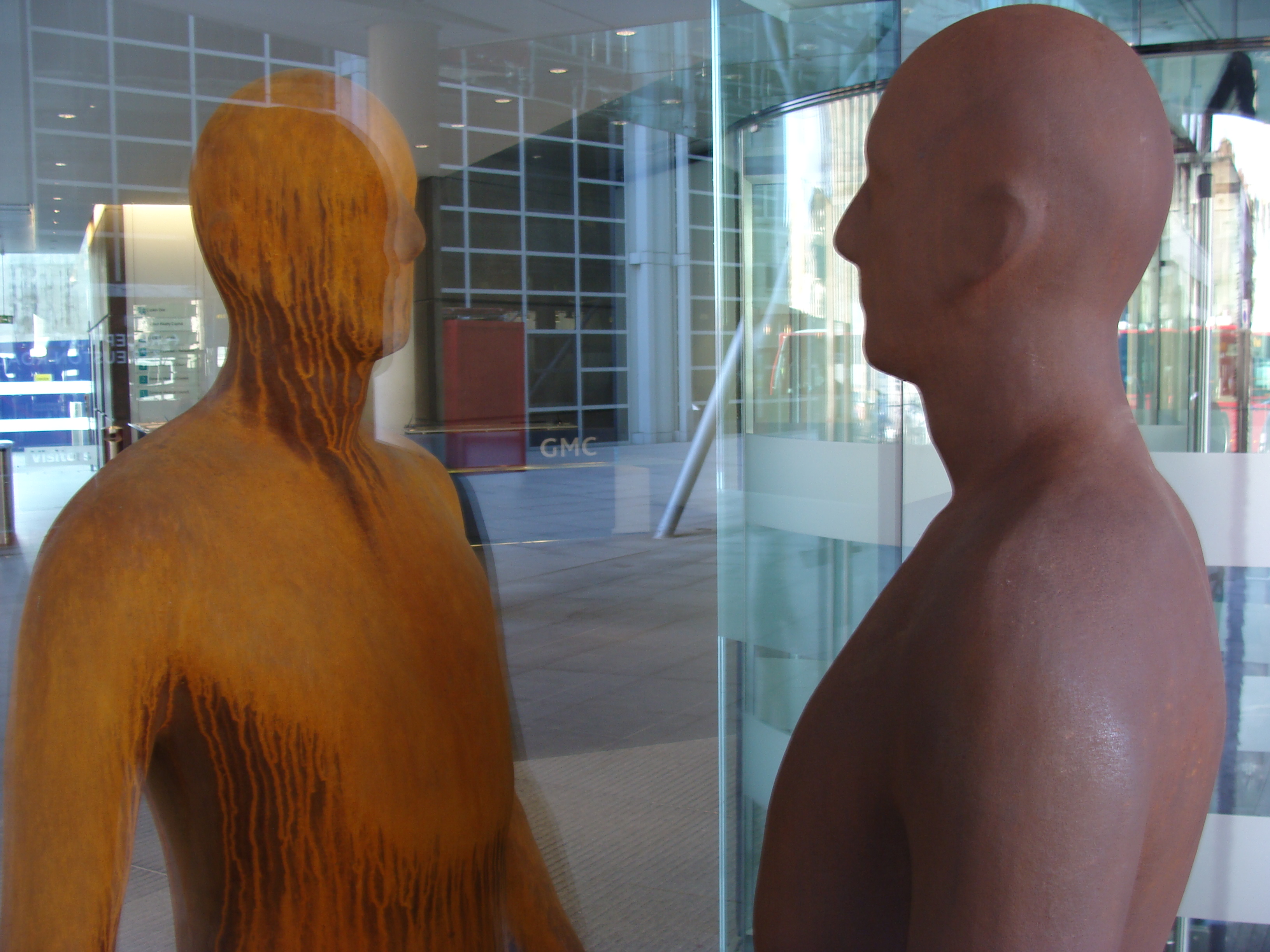
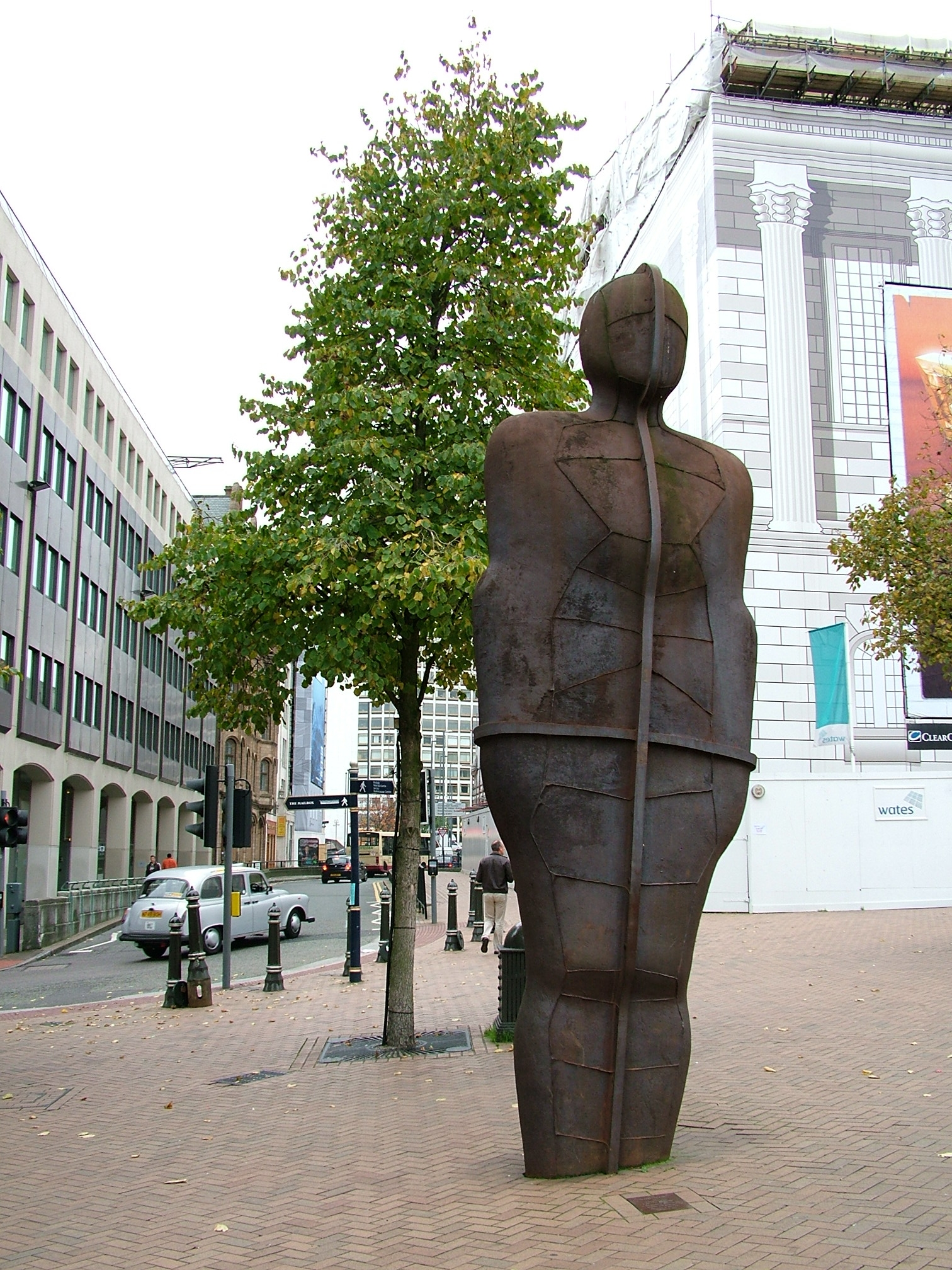